# Avenida del Ejército (Pamplona)
La avenida del Ejército (en euskera: Armada etorbidea) es una céntrica avenida de la ciudad de Pamplona. Tiene una extensión aproximada de 800 m.
La avenida no atraviesa ningún barrio de la ciudad pero se encuentra en la divisoria entre el Primer Ensanche y la zona especial de la Taconera, que incluye el parque homónimo y la Ciudadela de Pamplona comunicando, al mismo tiempo, el Segundo Ensanche con el barrio de San Juan.

## Historia
Desde el siglo XVI y hasta el 21 de mayo de 1964, la ciudad de Pamplona estaba categorizada como plaza fuerte. La situación de la Ciudadela de Pamplona en la parte meridional de la Pamplona de la Edad Moderna obedecía a las necesidades estudiadas entonces de proteger su lado más vulnerable.

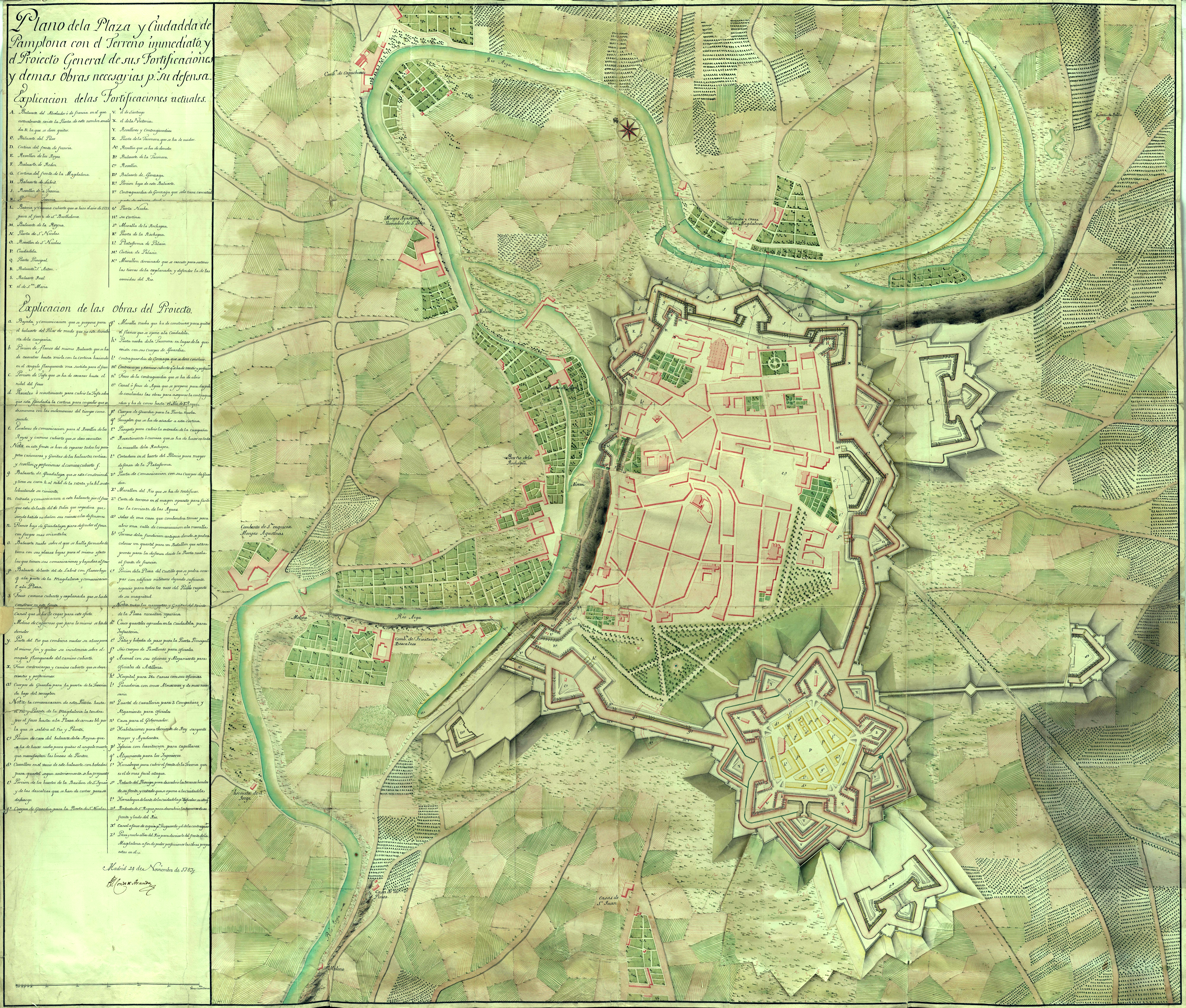
Plano de la plaza y ciudadela de Pamplona (1757) con el terreno inmediato y el proyecto general de sus fortificaciones y demás obras necesarias para su defensa. La orientación mostrada es más bien de este a oeste

### Orígenes
La avenida del Ejército es una vía pamplonesa inaugurada en 1966, seis años antes de que fuese abierta al tráfico vehicular normal en 1972. La vía ocupa parte del antiguo recinto amurallado de la ciudadela de Pamplona, en concreto una de las entradas de las murallas restauradas y los baluartes desmembrados de San Antón (parte más cercana al Casco Antiguo) y de la Victoria (parte más cercana a la avenida Pío XII).
El origen de la avenida fue el pleno del consistorio del 26 de septiembre de 1963, donde se acordó:

...dar el nombre de Avenida del Ejército a la que ha de abrirse atravesando los cuarteles e instalaciones militares, desde la avenida del Conde Oliveto hasta su unión con la avenida de Pío XII.
Pleno del Ayuntamiento de Pamplona del 26 de septiembre de 1963 presidido por Miguel Javier Urmeneta.

Según el Dr. Arazuri: Para honrar al Glorioso Ejército Español, el Ayuntamiento había pensado en repetidas ocasiones dedicarle una vía de la ciudad. En ese entonces, aquella zona de Pamplona aún tenía una amplia presencia militar, estando en los alrededores de lo que hoy es la avenida el edificio de la Comandancia Militar y varios cuarteles militares, como el «General Moriones» (en donde hoy se encuentra la plaza del Baluarte) o el «General Marqués del Duero», acuertalimento en aquel momento del regimiento «América» n.º 66 que ocupaba un edificio frente a la Comandancia Militar (lugar que hoy ocupa el edificio del Palacio de Congresos y Auditorio de Navarra). Incluso la ciudadela de Pamplona era propiedad del Estado Mayor del Ejército hasta su cesión a la ciudad por decreto del dictador Francisco Franco firmado por el ministro de Hacienda, Mariano Navarro Rubio, el 21 de mayo de 1964.
El 23 de julio de 1966, tres años después del acuerdo del Pleno, el entonces alcalde Juan Miguel Arrieta Valentín, inauguró la avenida nombrada en honor al ejército español. Como la avenida aun no había empezado a ejecutarse, la inauguración se llevó a cabo mediante un acto simbólico que consistió en derribar una tapia del cuartel «Diego de León», el más reciente de los tres de la zona, que separaba el espacio militarizado de lo que sería la futura avenida con las calles pamplonesas de Conde Oliveto y Yanguas y Miranda en lo que hoy es la Plaza de la Paz.
En los pocos tramos que se pudieron habilitar tras el derribo de la tapia, el gobernador militar de Navarra, el general Ramiro Lago en presencia de autoridades civiles de la región inauguró una placa con escudos emparejados de Pamplona y del Ejército donde se podía leer tras descorrer una cortinilla rojigualda «Avenida del Ejército Español».
En 1968, los cuarteles «General Moriones» y «General Marqués del Duero» fueron desocupados, siendo las unidades militares reacuarteladas en un nuevo cuartel en Aizoain, a las afueras de Pamplona. El «Diego de León» no fue desocupado ya que el regimiento que lo iba a ocupar inicialmente, el Regimiento de Caballería «Almansa», nunca lo llegó a ocupar, siendo utilizada la instalación por cuerpos independientes de ingenieros o artilleros.

En este plano del Segundo Ensanche, a la parte superior izquierda, se observa el comienzo de la Avenida del Ejército

### Inauguración y uso
Para 1971 se derribaron los tres cuarteles haciendo posible el fin del trazado de la avenida, que sería abierta finalmente al tráfico el 16 de mayo de 1972 rotulando la avenida como «Avenida del Ejército». El entonces alcalde la ciudad Francisco Javier Rouzaut Garbayo, acordó utilizar la piedra de los cuarteles derribados como material para la restauración de las murallas de la ciudadela.
La avenida fue flanqueada prácticamente desde sus inicios por dos edificios emblemáticos de la ciudad de Pamplona por su altura en aquellos años. Por el lado del baluarte de San Antón, se estaba erigiendo el edificio Singular, inaugurado en 1976, que a día de hoy sigue siendo el más alto de Navarra. Por el otro lado, el del baluarte de la Victoria, se construyó el Edificio Caja Ahorros Municipal de Pamplona, sede de la extinta Caja de Ahorros Municipal de Pamplona, obra de Xavier Sánchez de Muniain y Roberto Urtasun inaugurado en 1975.
Aparte del edificio modernista de 1920 sede de la Comandancia Militar y de los edificios de inspiración brutalista del Singular y de la Caja de Ahorros Municipal de Pamplona, la avenida vio edificarse varios bloques de apartamentos en la década de 1970 y, más recientemente, la construcción del Palacio de Congresos y Auditorio de Navarra obra de Francisco Mangado e inaugurado en 2003.

### Cambio de nombre en 2019
El 10 de diciembre de 2018, Joseba Asiron alcalde de Pamplona por Bildu anunció en la Junta de Portavoces que cambiaría el nombre de la avenida por el de «Avenida Catalina de Foix» en honor de Catalina I de Navarra, última reina de Navarra como reino independiente. El anuncio fue calificado de «unilateral» y acogido con diversas posturas por parte de la sociedad civil y grupos políticos de Navarra.
Ante la negativa a retractarse del cambio, UPN se comprometió a derogarlo una vez volviesen al consistorio, a lo que Asirón respondió que dejaría el cambio «blindado» para que no pudiese ser revocado. El 29 de abril de 2019 se cambió oficialmente el nombre a la avenida y se sustituyeron las placas. Tras las elecciones municipales del 26 de mayo de 2019 fue elegido alcalde Enrique Maya de UPN (en aquel momento parte de la coalición Navarra Suma). El 18 de junio de 2019 el alcalde Maya oficializó la recuperación del nombre «Avenida del Ejército».